# توم ماكديرموت
توم ماكديرموت (بالإنجليزية: Tom McDermott)‏ هو عازف بيانو أمريكي، ولد في 1957 في سانت لويس في الولايات المتحدة.

## وصلات خارجية
- توم ماكديرموت على موقع ميوزك برينز (الإنجليزية)
- توم ماكديرموت على موقع ديسكوغز (الإنجليزية)